# Fara v Žebnici
Fara se nachází ve středu obce Žebnice, spadající pod město Plasy. Jedná se o samostatně stojící patrovou budovu, jenž je od 3. května 1958 kulturní památkou.

## Historie
Fara v Žebnici, spadající pod plaský klášter, fungovala již v 15. století. Po husitských válkách se stala útočištěm katolíků v území, které bylo veskrze utrakvistické a později luteránské. Zpět do rukou plaských cisterciáků se obec dostala roku 1530 a zřejmě byla záhy poté obnovena i fara. Roku 1690 za opata Ondřeje Trojera došlo ke zřízení nové fary. Nejspíše však nebyla zbudována nová stavba, ale byl jen zabrán jeden z opuštěných statků. K roku 1741 je však uváděna výstavba nové fary pod vedením opata Celestina Stoye Nelze však vyloučit, že nová farní budova vznikla přestavbou starší fary. Po zrušení kláštera v Plasích přešel roku 1826 majetek včetně žebnické fary pod Klementa W. L. Metternicha.

## Popis
Samostatně stojící objekt fary s mansardovou střechou náležel k nedalekému kostelu svatého Jakuba Většího. Jedná se o mimořádně dochovanou ukázku barokní venkovské fary, která si do dnešních dnů zachovala svůj původní vzhled. Původně byla kryta šindelovou střechou. K faře přináležely hospodářské objekty, vystavěné povětšinou z jednoduchých dřevěných konstrukcí. Výjimku tvořila zděná stavba, jenž sloužila jako sklep. Koncem 18. století, v souvislosti s přestavbou přilehlého kostela, došlo ke zdvojení oken v obytných místnostech, výměně vstupních dveří a nahrazení stávající černé kuchyně za sporák. Přízemí a první podlaží je na fasádě odděleno kordonovou římsou, předěl střechy uzavírá profilovaná korunní římsa. Místy se zachovaly červené čabraky. Okna s jednoduchými ostěními jsou děleny rustikovanými pilastry a některá jsou původní z barokní doby. V klenáku jednoho z oken prvního podlaží se nachází znak opata. Přízemní okna byla dodatečně zabezpečena kovovou mříží.
V interiéru se nedochovaly původní dveře, Výjimku tvoří dvoukřídlé dveře vedoucí do prostoru schodiště, na jehož mezipodestě se dochovala dvojice suchých záchodů. V patře se nachází pokoj kaplana s dlaždicovou podlahou a stropem zdobeným štukovými zrcadly a výrazným fabionem, kde se s největší pravděpodobností dříve nacházela nástropní malba. V jiné místnosti prvního patra se dochovala klasicistní kachlová kamna.